# Myeonmok (métro de Séoul)
Myeonmok est une station sur la ligne 7 du métro de Séoul, dans l'arrondissement de Jungnang-gu.